# Manuel Fortunato Rodríguez
Manuel Fortunato Rodríguez (San Fernando del Valle de Catamarca, 1826-1892) fue un comerciante y político argentino, que ejerció como gobernador de la Provincia de Catamarca entre 1879 y 1882.

## Biografía
Era nieto de Victorino Rodríguez, uno de los jefes contrarrevolucionarios que fueron fusilados en 1810 con Santiago de Liniers. Se dedicó al comercio en la época de la Organización Nacional.
Ejerció como secretario del gobernador Octaviano Navarro en ocasión de las campañas contra los gobiernos unitarios de Santiago del Estero y Tucumán, en 1861. Tras un período oscuro, durante el cual quizá estuvo exiliado por sus simpatías federales, fue elegido diputado nacional en 1872. Durante años fue diputado provincial.
El 23 de abril de 1879 fue elegido gobernador provincial, asumiendo el mando el día 25 de mayo, acompañado como ministro de gobierno por Francisco Caracciolo Figueroa. Durante su gestión se inició la construcción del primer hospital de Catamarca, se creó la Escuela Normal de la provincia y se inauguró el primer servicio de agua corriente. Se iniciaron los trabajos del ramal ferroviario de Recreo a Chumbicha.
Se firmó el tratado de paz que fijaba los límites con Santiago del Estero a lo largo de las vías del Ferrocarril Central Norte Argentino, desde la Estación Frías hacia el norte; también se realizaron algunos avances en la fijación de los límites con Tucumán y La Rioja. Se ordenó la impresión por la imprenta pública de los sermones de Fray Mamerto Esquiú y los libros Las industrias de Catamarca y Memoria Descriptiva de la Provincia de Catamarca, de Samuel Lafone Quevedo y Federico Schickendantz. Se pusieron en vigencia las leyes de organización de los tribunales y el Córdigo de Procedimientos provincial.
Fue sucedido en el cargo por Joaquín Acuña, y fue elegido senador nacional por su provincia. En 1891 fue nombrado Ministro de Hacienda provincial por el gobernador Gustavo Ferrary.
Falleció en Catamarca en julio de 1892.
Una calle de la capital provincial lleva su nombre.